# デニス・ハスタート
ジョン・デニス・“デニー”・ハスタート（英語: John Dennis "Denny" Hastert, 1942年1月2日 - ）は、アメリカ合衆国の政治家。共和党に所属し、1987年から連邦下院議員を務め、下院議長も務めた。イリノイ州出身のルクセンブルク系アメリカ人で、宗教はメソジスト。ジャン夫人との間に2人の子供がいる。

## 来歴

### 生い立ちと初期の経歴
1942年1月2日にイリノイ州オーロラにおいて、3人兄弟の長男として誕生した。父親は料理人だった。長じて北イリノイ大学で学んだ後、一時期日本に滞在し、大阪のYMCAで英語教師を務めた。そのため日本語には堪能で、拉致問題解決を訴えるために2003年に家族会の横田滋代表夫妻らがアメリカを訪問した際には、「ようこそいらっしゃいました」と日本語で挨拶を行っている。

### 教職
1965年から1981年までイリノイ州のヨークビルで高校教師として教職（科目は政治・歴史・経済・社会学）についており、フットボールとレスリングのコーチも兼任していた。レスリングについては1976年にチームをイリノイ州のチャンピオンに導き、最優秀コーチとして表彰されている。

### 政界への進出
1980年には共和党から地元・イリノイ州の下院選挙に出馬するも落選した。2年後の1982年に、選挙区を替え再び立候補し雪辱を果たした。ハスタートは州議会議員を1986年まで2期務めた。

### アメリカ合衆国下院議員
1986年にイリノイ州第14選挙区から国政への進出を試みた。激戦を制し、その後は連戦連勝で2007年11月まで通算11期・20年間下院議員を務めた。1995年から1999年までは共和党の下院副院内幹事をつとめた。

### 下院議長
ハスタートにとってターニングポイントとなったのが1998年の中間選挙敗北後の混乱収拾であった。同年11月の選挙で議席を減少させた責任を巡り、当時のニュート・ギングリッチ下院議長の道義的責任を追及する声が党内で噴出した。ギングリッチは1994年の同選挙で共和党を歴史的大勝に導いた功労者ではあったが、強引な政治手法や当時のビル・クリントン大統領に対する個人攻撃で非難を浴びており同選挙での敗北へとつながった。それを受け、ギングリッチは議長を退任・議員辞職に追い込まれた。

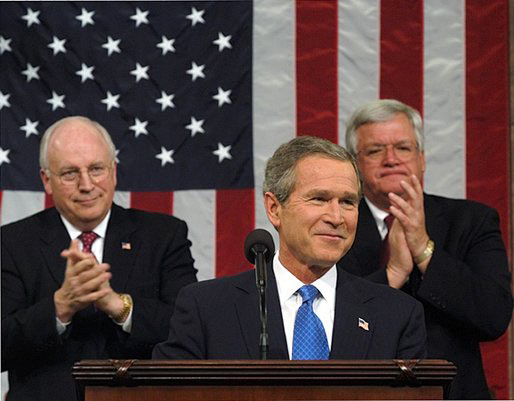
2003年、下院議長在任時のデニス・ハスタート。ジョージ・W・ブッシュ大統領の右手後方に見える。

後任の下院議長として浮上したのは、党内保守派のボブ・リビングストンだった。だがこの人事は、リビングストンの愛人問題、それも複数の愛人関係の発覚で白紙に戻った。共和党は、当時クリントン大統領のモニカ・ルインスキースキャンダルを激しく批判していた経緯があり、三権の長が同等のスキャンダルを抱えていたのでは話にもならなかった。また、選挙戦終盤でヘンリー・ハイド、ダン・バートンといった大御所にも愛人・隠し子問題が浮上した。共和党としてはすぐさまリビングストンの首を差し出す必要に迫られていた。リビングストンは議長の座を目前で逃しただけでなく、議員辞職に追い込まれ政界からの引退を余儀なくされた。すったもんだの末に浮上したのがハスタートであった。ハスタートはこの危機を見事に収拾。以降、2007年1月まで4期8年つとめた。
本来は、3期限りで下院議長を退くことが本意だったとされるが、ジョージ・W・ブッシュ大統領が慰留し、4期までつとめた。その際には退任するハワード・ベーカーの後任・駐日大使としてハスタートの名が挙がった。在任中は、2度の大型減税や愛国者法、アフガン戦争やイラク戦争を巡り与野党間の調整役として辣腕を振るった。
2008年アメリカ合衆国大統領選挙では、第70代マサチューセッツ州知事ミット・ロムニーを支持していた。また、2007年11月限りで下院議員の職を退いた。

### 政界引退後
2010年5月には外国人叙勲者として明仁天皇より旭日大綬章を授与されている。
2015年5月28日には、高校教師であった1970年代に5人の教え子に対して行った性的虐待行為への口止め料として、複数の銀行口座から350万ドルを引き出しながら、FBIの捜査に虚偽の報告をしていた疑いで司法省より起訴された。
弁護側は被告が糖尿病を患っており、社会的制裁を受けていることから懲役の回避を求めたが、2016年4月27日に懲役15か月、被害者の基金に25万ドルを支払うよう命じる判決が下された（性的虐待行為については時間が経過し過ぎていたため起訴されなかった）。判決を受けて、下院より彼の肖像画が撤去された。